# Анна Вазер

Автопортрет, 1706; срібна голка

Анна Вазер (нім. Anna Waser; охрещена 16 жовтня 1678, Цюрих — 20 вересня 1714, Цюрих) — швейцарська мініатюристка, графікиня, офортистка та каліграфиня періоду Високого бароко. Вона вважається однією з найдавніших швейцарських художниць, відомих за іменем.

## Життєпис
Анна Вазер була п'ятою дитиною Естер (уродженої Мюллер) та Йогана Рудольфа Вазера. Обидва батьки походили з впливових сімей Цюриха. Батько обіймав посаду писаря-діловода (Schirmschreiber) міста Цюриха, тобто як нотаріус вів офіційний реєстр майна вдів та сиріт і керував Schirmkasten, де зберігалися відповідні документи. З 1680 по 1686 рік він представляв у Рюті владу Цюриха як урядник; після цього він знову працював у Цюриху як доглядач монастиря Гроссмюнстер і був членом Великої ради.
Своє дитинство та ранню юність Анна провела у Рюті та Цюриху. Вона здобула широку гуманістичну освіту. Йоганн Каспар Фюсслі згадує її чудові знання латини, французької, італійської мов та математики. Її першим учителем малювання був Йоганн Георг Зульцер з Вінтертура, чий портрет вона включила до свого автопортрета 1691 року.

З 1691 по 1695 рік вона відвідувала приватну художню школу мініатюриста та історичного живописця Йозефа Вернера в Берні. Вона жила в будинку Вернера і подружилася з ним та його дітьми Сибіллою і Крістофом, з якими пізніше підтримувала активне листування. У 1695 році Вернер переїхав з родиною до Берліна, де став придворним художником і директором заснованої в 1696 році курфюрстської академії мистецтв.

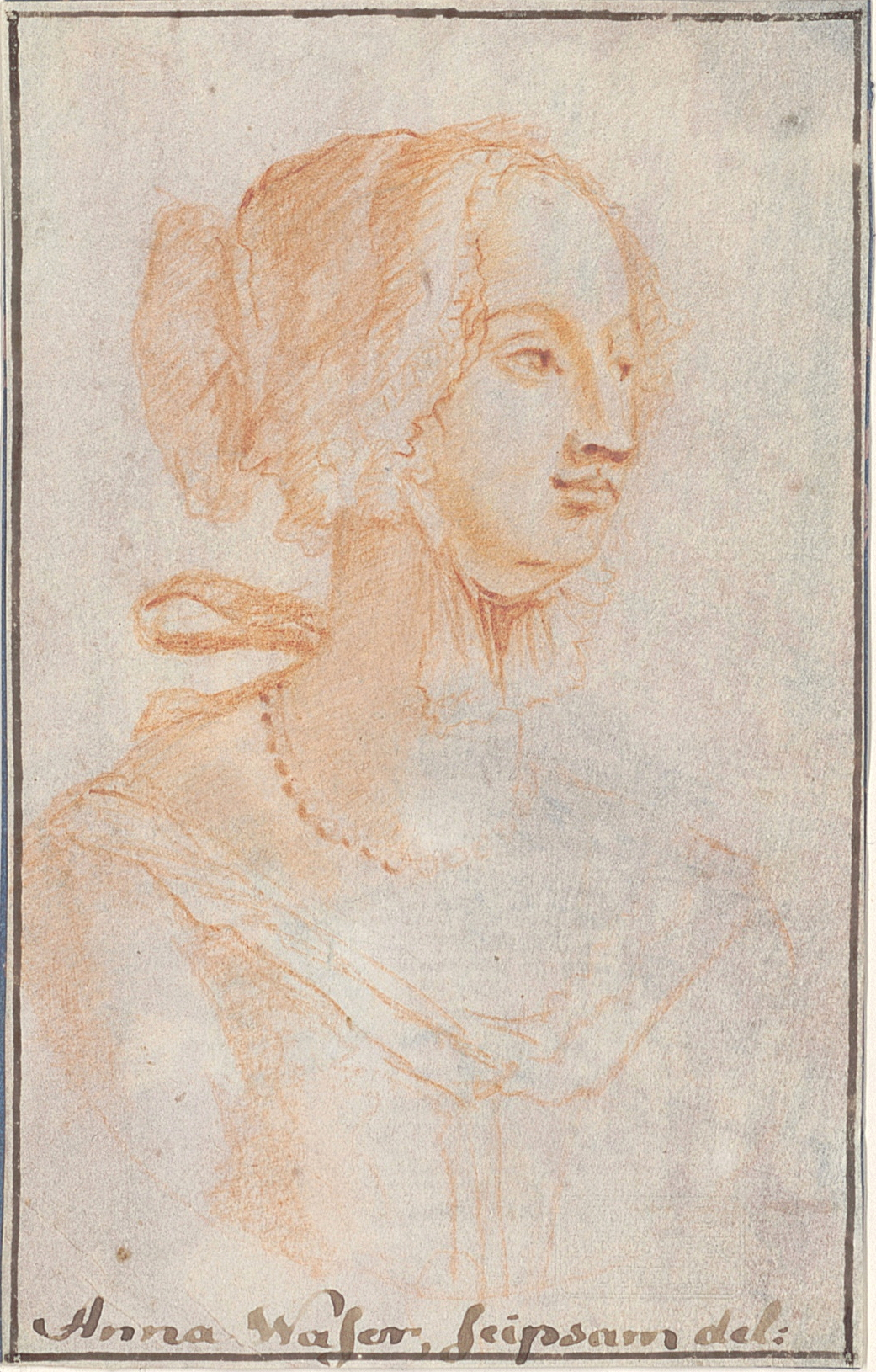
Автопортрет, без дати. сангіна, 10 × 6,5 см.
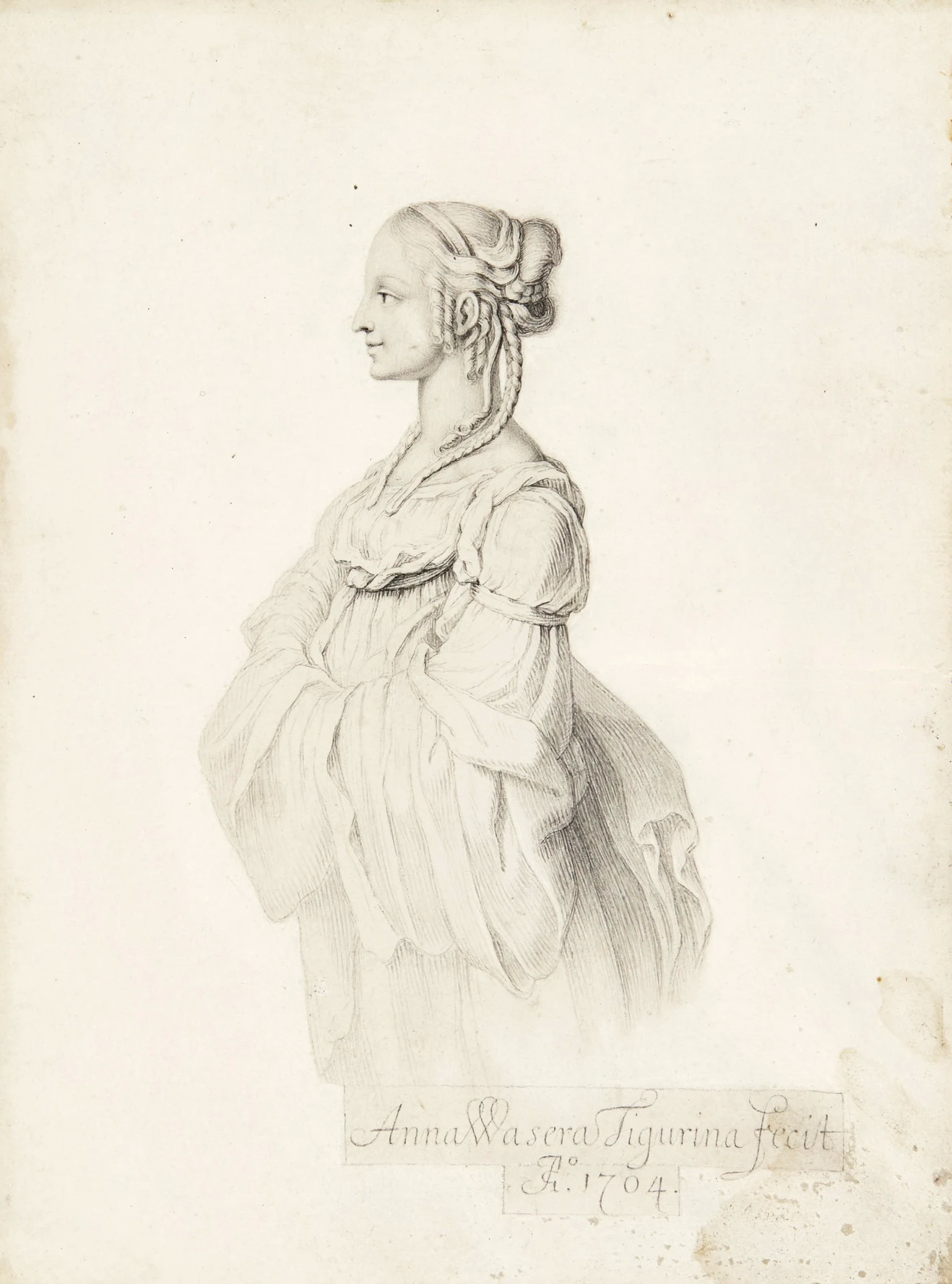
Автопортрет, 1704. срібна голка, 13 × 9,6 см.
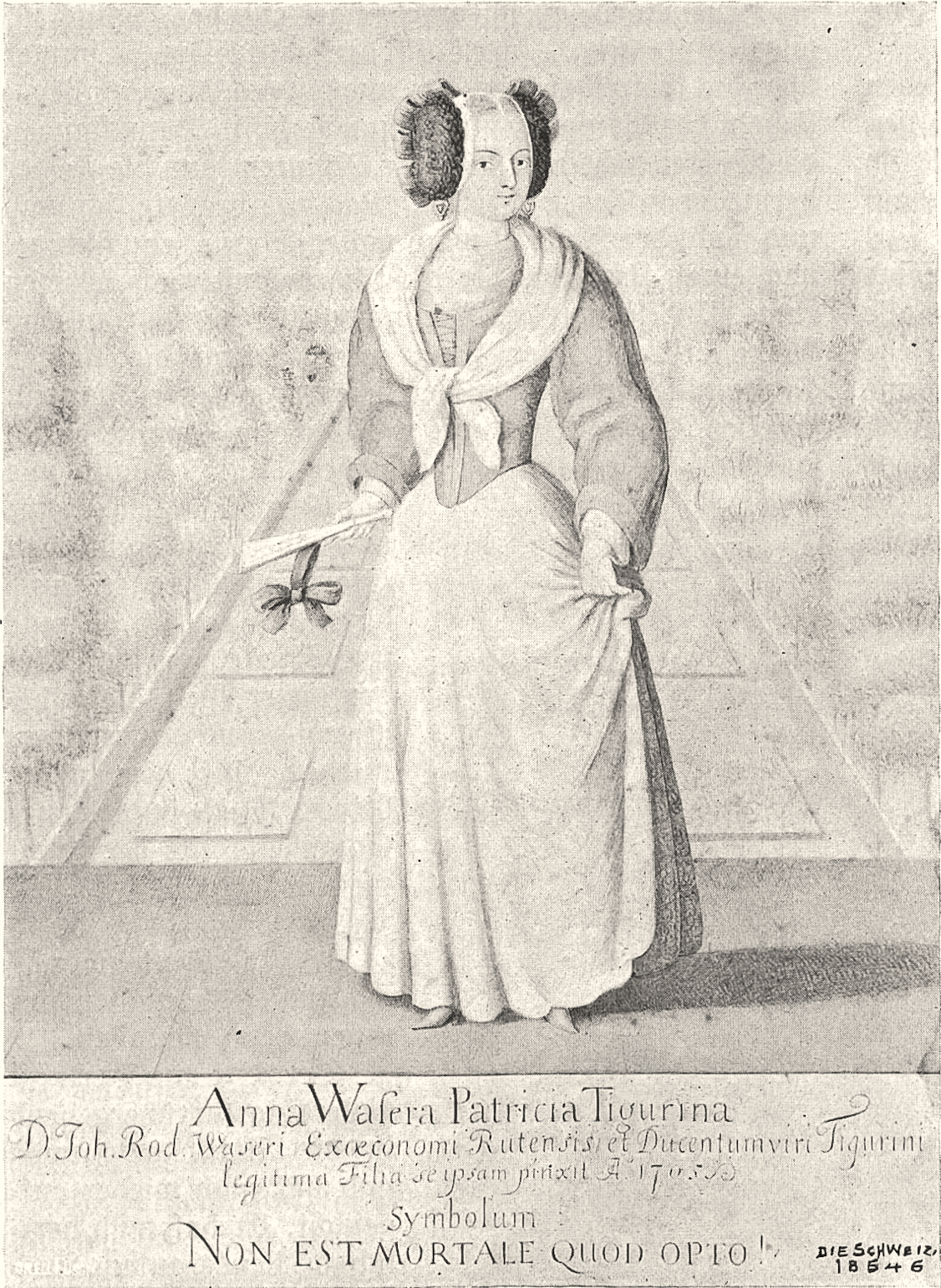
Іронічне самозображення як цюрихської патриціанки

Після завершення художньої освіти Анна Вазер настільки успішно працювала художницею-мініатюристкою у своєму рідному місті Цюриху, що незабаром стала відомою за межами країни. Серед її клієнтів були, серед інших, княжі двори Штутгарта та Баден-Дурлаха. У 1700 році гессенський граф Вільгельм Моріц цу Зольмс-Браунфельс призначив її придворною художницею у замку Браунфельс, де її брат Йоганн Рудольф працював приватним репетитором. Після його переїзду до Нідерландів вона повернулася до Цюриа (ймовірно, близько 1702 року). Вона продовжувала займатися там мистецтвом принаймні до 1708 року. Збереглася лише одна робота пізнішого періоду, малюнок срібною голкою 1711 року, з написом французькою мовою: «Як здоров'я є раєм для тіла, так і любов до Бога є раєм для душі» (Див. ілюстрацію).

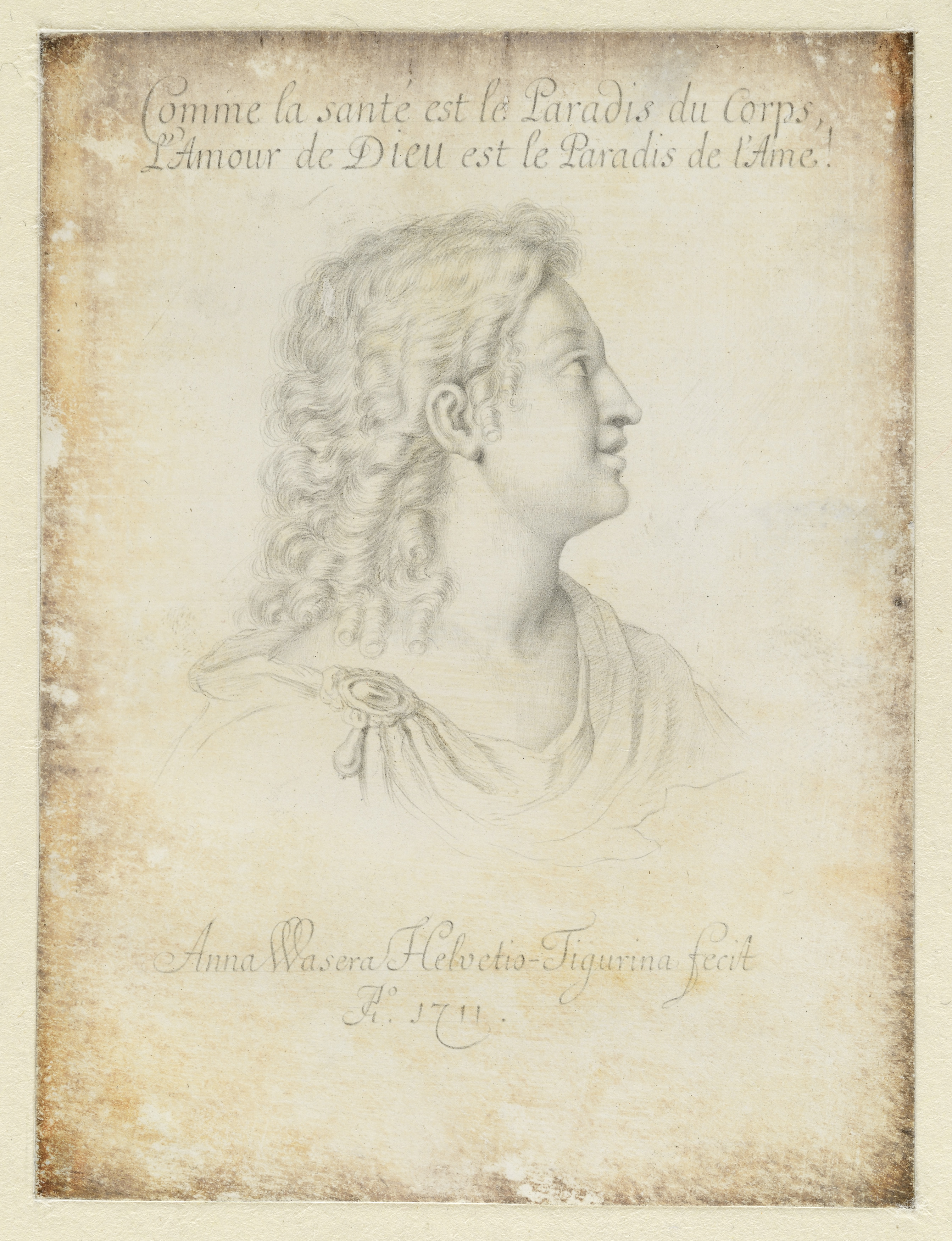
Остання відома робота Вазер:
Ідеальний жіночий портрет, 1711
(Державні музеї Берліна)

Анна Вазер залишалася самотньою. У 1714 році вона померла за невідомих обставин у віці лише 35 років. Її рання смерть та відсутність художніх робіт з її останніх років породили легенди. У 1757 році Йоганн Каспар Фюсслі згадав у своїй енциклопедії художників «Історія та ілюстрація найкращих художників Швейцарії» про нібито тиск на Анну, який виходив з боку батька, та назвав «падіння» причиною смерті (з неправильним роком, 1713 замість 1714): «… але оскільки її нахили були пригнічені цим тиском, вона втратила фізичні та душевні сили і померла від падіння в 1713 році, у віці 34 років».

У каліграфічній праці Вазер «Шрайбюбенг» (1708; див. нижче, «Твір») ми знаходимо такі речення про смерть, написані французькою мовою:
«Ми не повинні думати про те, щоб боятися смерті, а тільки про те, щоб виправити її своїми вчинками, які ми робимо перед тим, як покинути цей світ. Довжина або короткість життя не визначає його щастя, бо саме останній момент його забезпечує. Коли корабель розбивається, кожен думає про те, щоб врятуватися, не турбуючись про багатства, які він залишає. Те саме ми повинні робити, коли бачимо, що смерть наближається. Треба думати про блага, на які сподіваєшся, а не про ті, які доводиться залишити. Найвищий ступінь мудрості полягає в тому, щоб у житті робити те, що ти хотів би зробити протягом усього життя, коли помираєш».

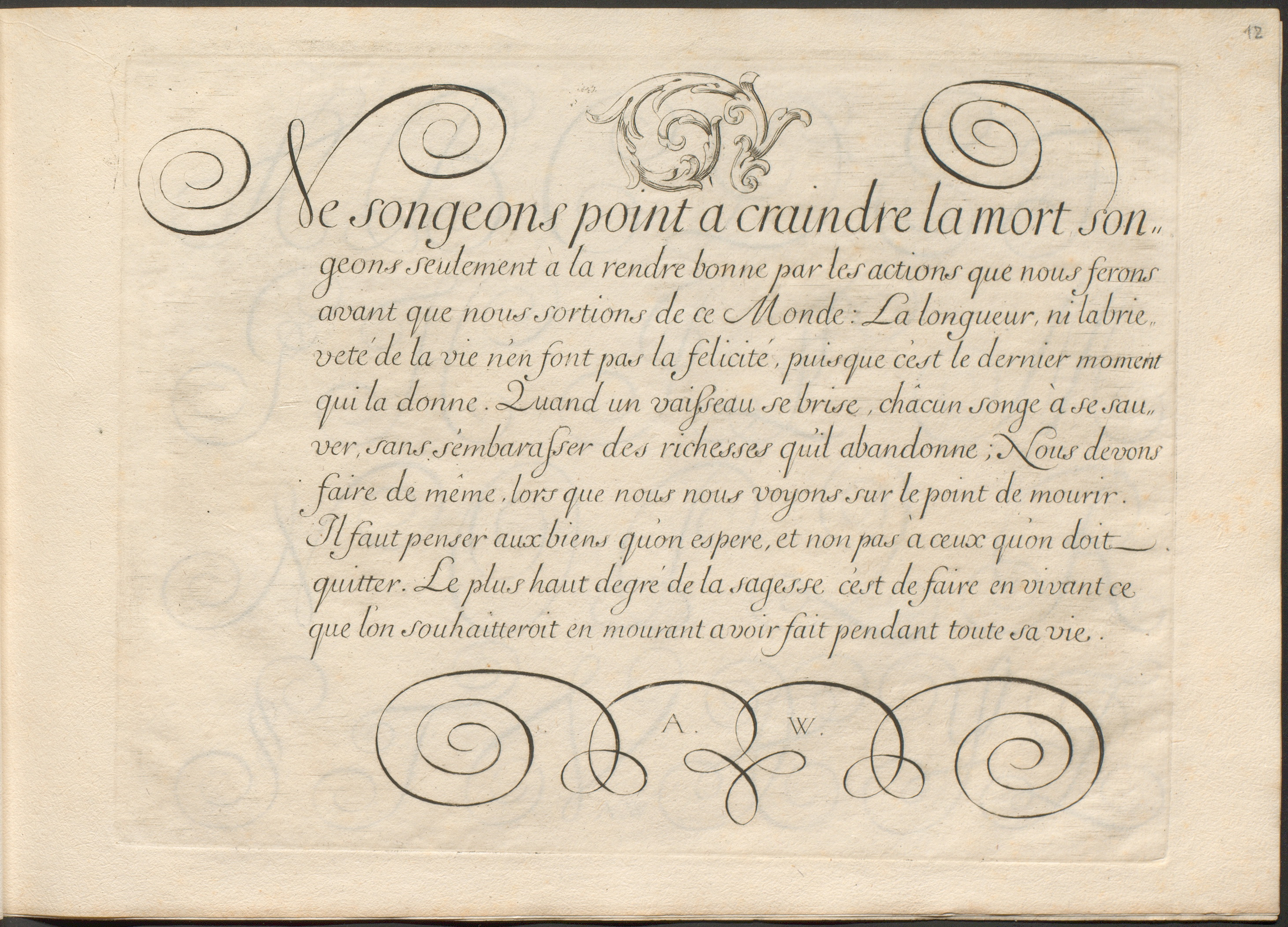
Гравюра Анни Вазер, 1708: Ne songeons point à craindre la mort… (Не думаймо про страх смерті…)

За словами Фюсслі, Вазер підтримувала листування з колегами-художниками та іншими відомими особистостями: «Найвидатніші люди Німеччини захоплювалися нею: а Йозеф Вернер (…), Фелікс Мейєр (…), Вільгельм Штеттлер і Дюнц обмінювалися з нею листами про мистецтво Малера. Вправна Марія Клара Айммарт також прагнула її дружби, а відомий лікар Шойхцер розважав її». Листи більше не можна знайти, проте запис Анни в сімейній книзі про її двоюрідного брата, Йоганна Якоба Шойхцера, зберігся.

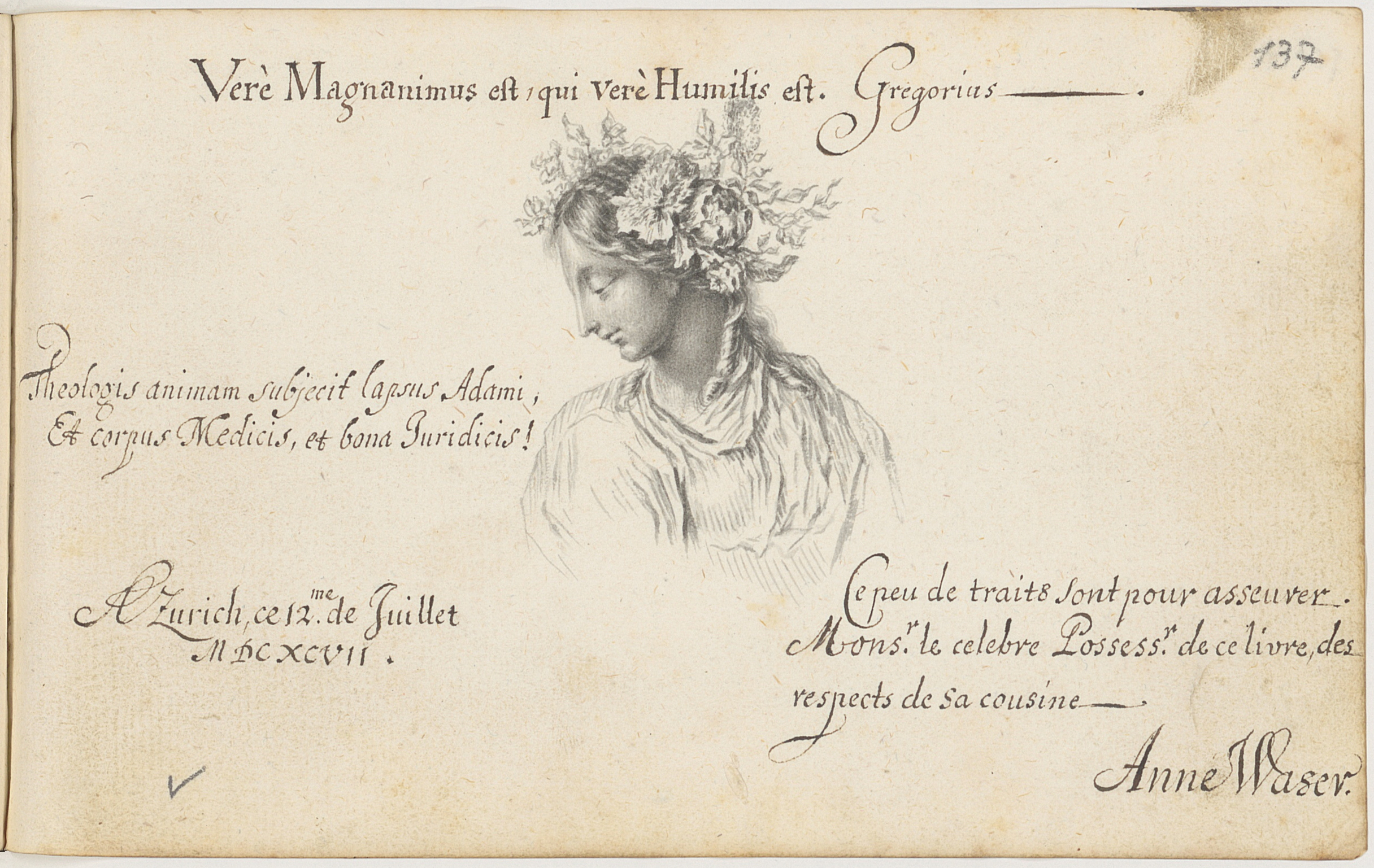
Запис у сімейному реєстрі Йоганна Якоба Шойхцера від 12 липня 1697 року.
Латинський девіз (вище) означає: «Воістину благородний той, хто воістину смиренний».
Присвята французькою мовою (внизу праворуч) перекладається як: «Ці кілька штрихів мають на меті запевнити славетного власника цієї книги в повазі його двоюрідного брата».

Близько 1707/1708 років Анна Вазер надіслала свою біографію, автопортрет, виконаний срібною голкою, та інші твори мистецтва Якобу фон Зандрарту для запланованого продовження енциклопедії художників Teutsche Academie, заснованої його дядьком Йоахімом фон Зандрартом. Однак це продовження так і не відбулося, оскільки Якоб фон Зандрарт незабаром помер. Історія життя Вазер, очевидно, була втрачена. Фюслі лаконічно зазначив: «Якби [задум Зандрарта] був реалізований, ми могли б дізнатися більше надійної інформації про її роботи».
Лише в 1899 році, через 185 років після смерті Анни Вазер, в Цюриху була заснована перша художня школа для жінок, заснована Луїзою Штадлер.

## Твори
Твори Вазер, які так високо оцінювали сучасні критики, здебільшого втрачені. Окрім чудового автопортрета дванадцятирічної дівчинки, сьогодні відомо лише про 25 малюнків і кілька мініатюр. Уже в 1757 році Йоганн Каспар Фюслі мусив виходити з того, що «залишки, які ще тут знаходяться, є або навчальними роботами, або ескізами». Її «найкращі роботи» потрапили до Англії, Німеччини та Голландії.

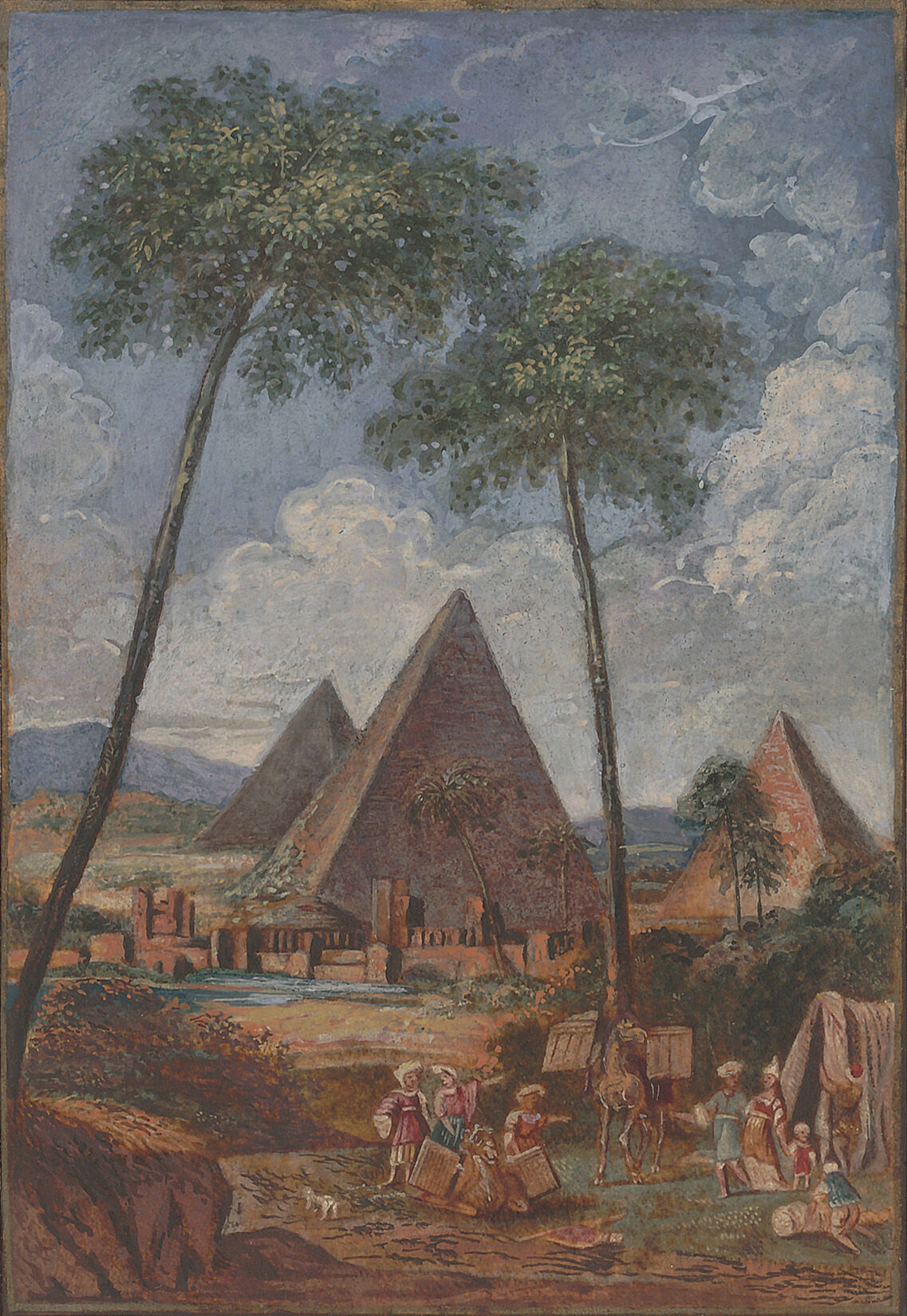
Єгипетське місто на озері, 1691 р., гуаш, 14 × 9 см.
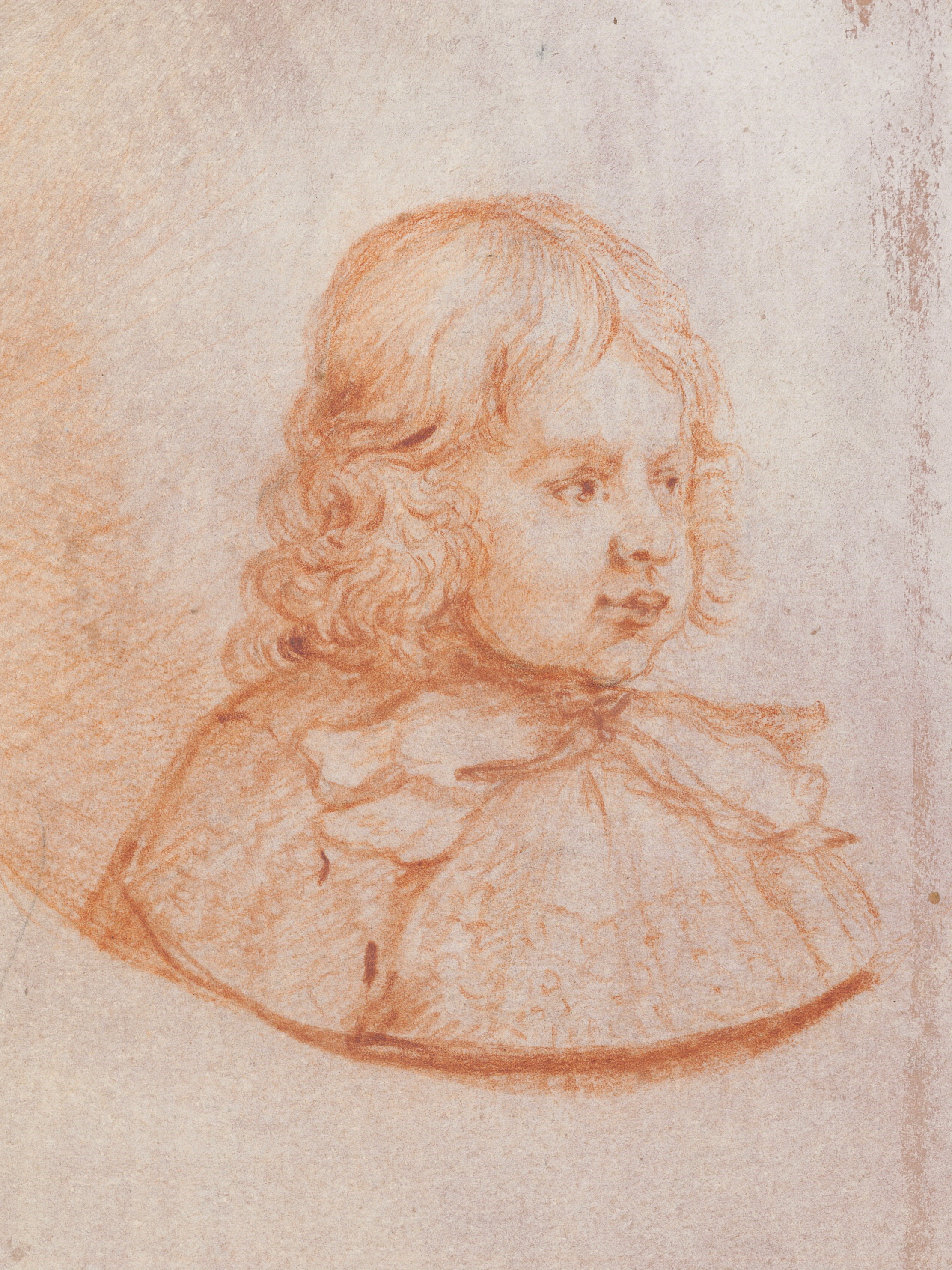
Брат Анни Генріх, близько 1695 р., сангіна.
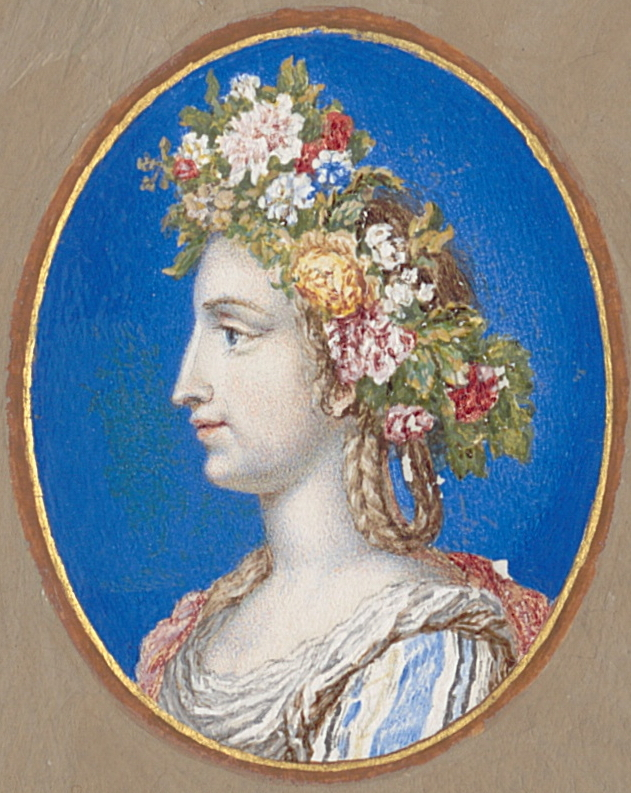
Флора, без дати. гуаш, 9 × 8 см.
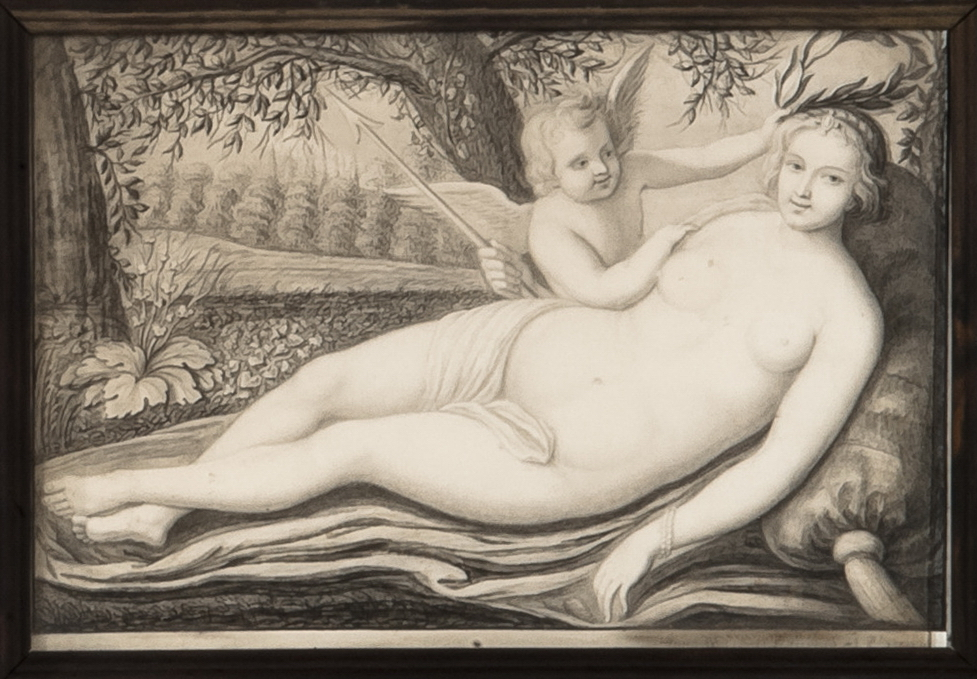
Венера і Амур, 1704 р., гризайль, 17 × 24 см.

Для свого кузена, лікаря і натураліста Йогана Якоба Шойхцера, вона малювала або виконувала пейзажі, які слугували ескізами для ілюстрацій у його праці Ouresiphoites Helveticus, sive itinera alpina («Гельвецький альпініст, або Подорожі Альпами», Лондон 1708; 2-е видання: Лейден 1723). Шойхцер приділяв велику увагу тому, щоб художня творчість його кузини була гідно оцінена; відповідальний за друк у листі до нього назвав її «найгеніальнішою мадам Анною Вазер».

Шойхцер вставив лише перше з наступних чотирьох зображень перед титульною сторінкою у другому виданні 1723 року, через дев'ять років після смерті Вазер. Ілюстрації у першому виданні 1708 року були надруковані за фінансової підтримки членів Лондонського королівського товариства; ім'я жертводавця вказано під кожним зображенням. Спонсором трьох зображень, що передують розділам роботи Шойхцера, був сам Ісаак Ньютон, президент Королівського товариства з 1703 року.

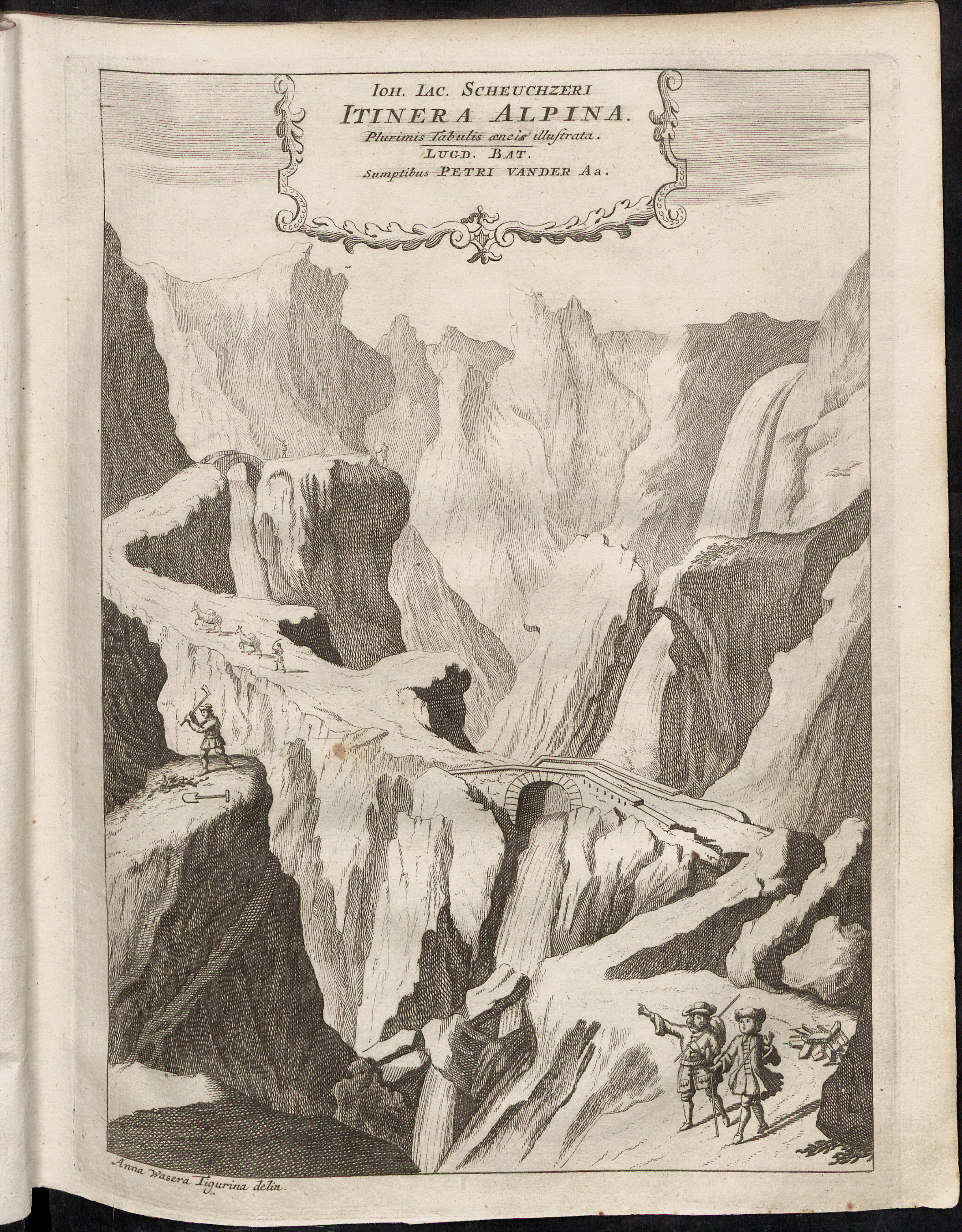
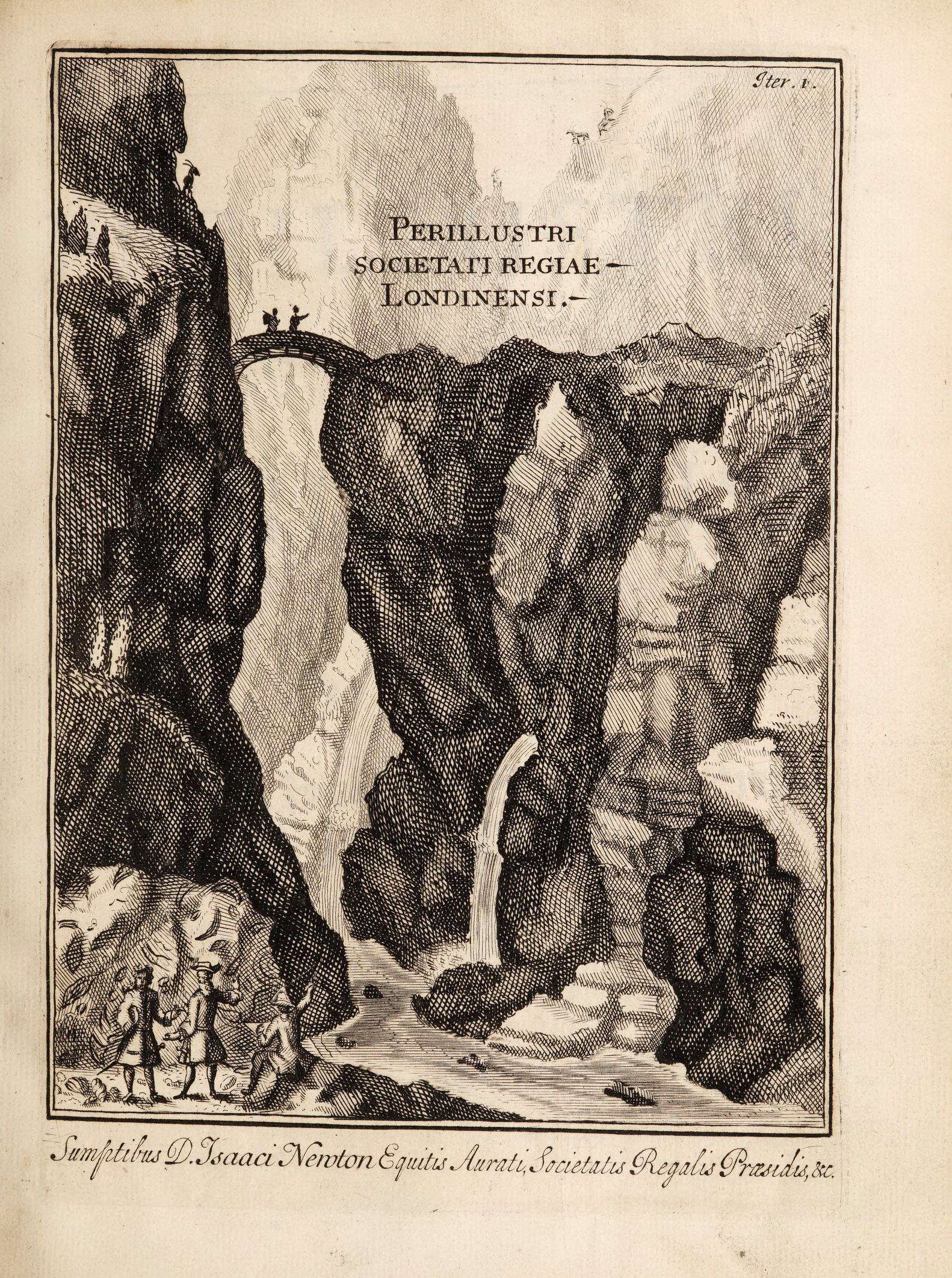
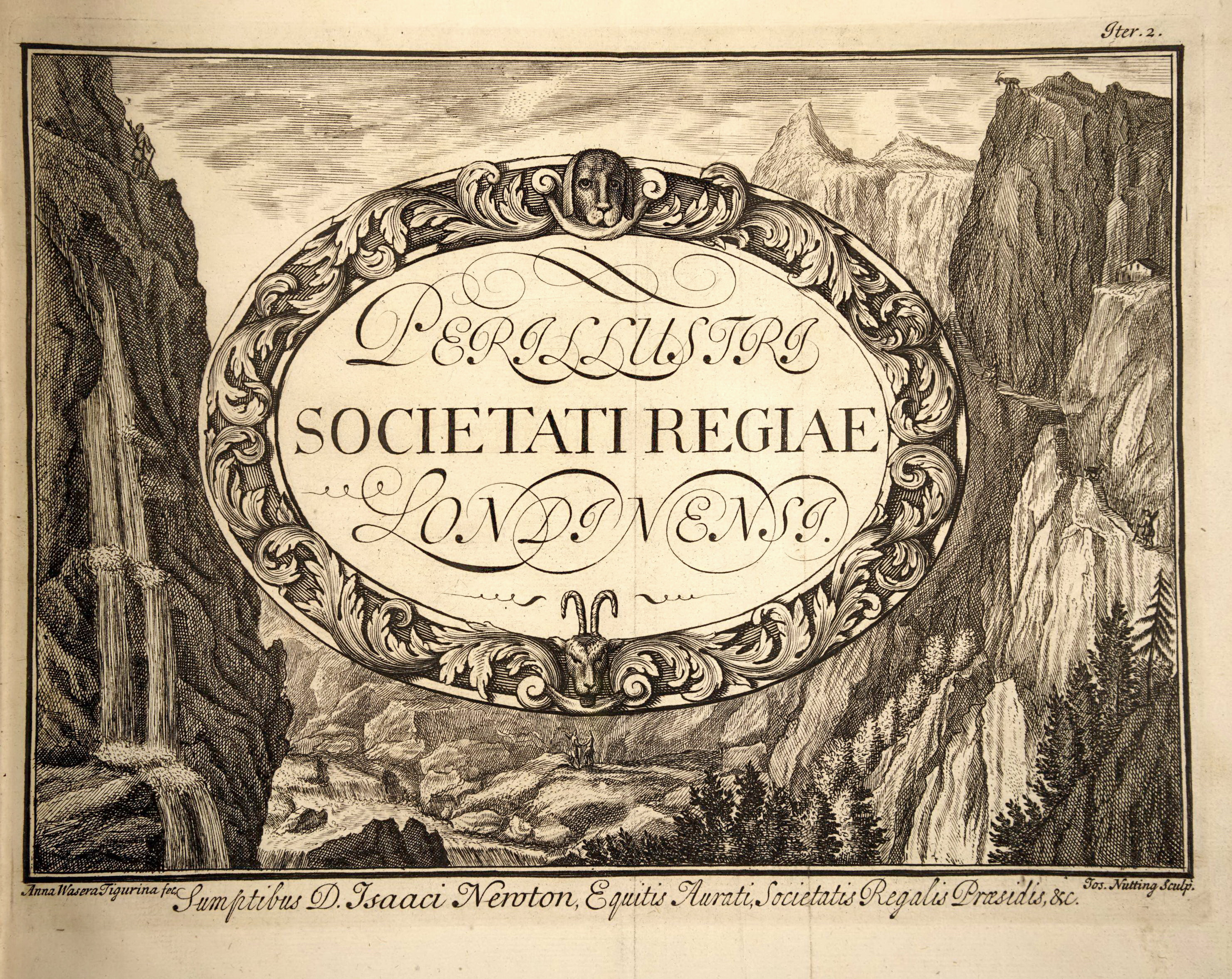
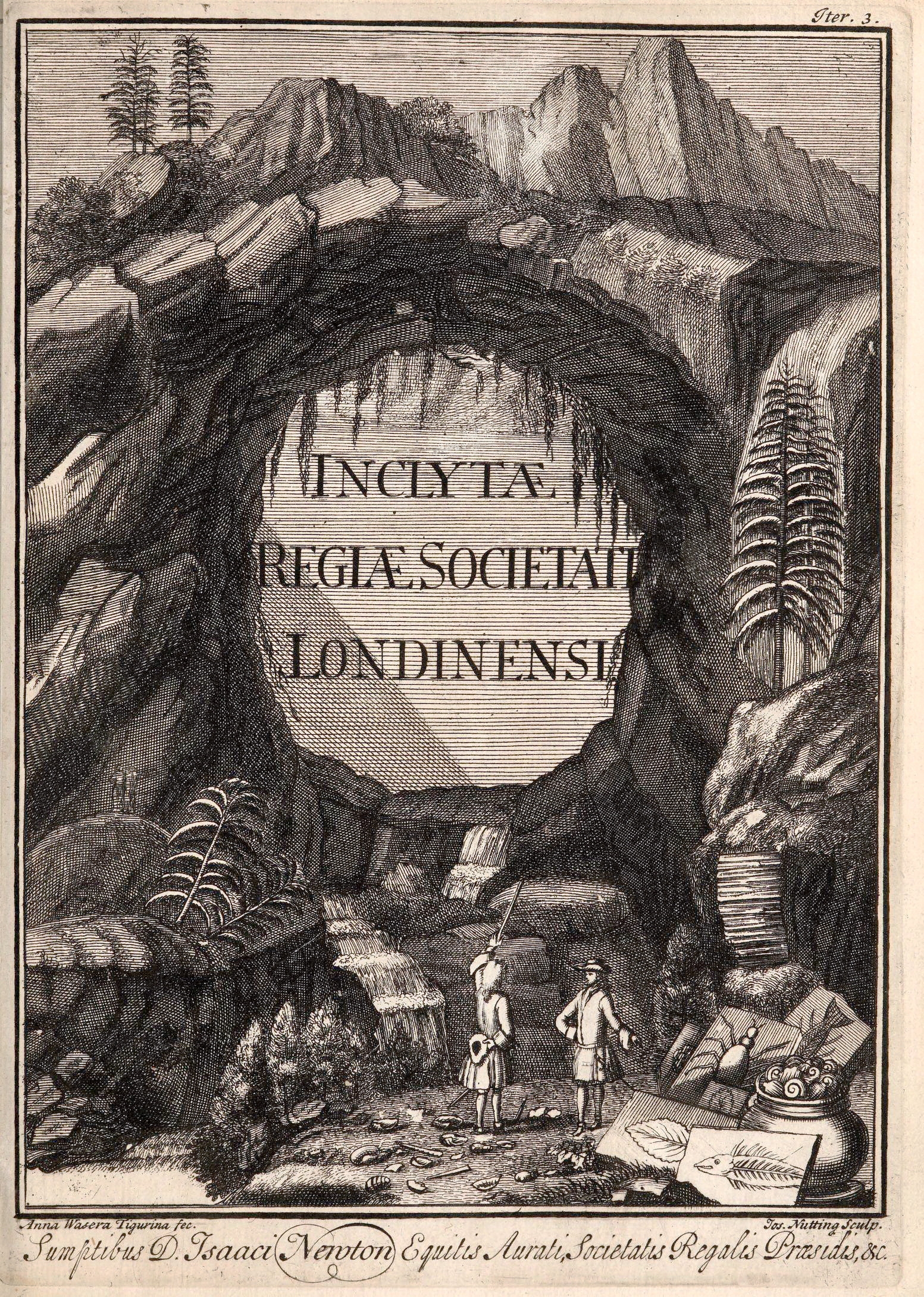

У 1708 році Анна Вазер разом зі своїми сестрами Анною Марією та Єлизаветою випустила 14-сторінкову збірку каліграфічних зразків під назвою «Вправи з письма»; Анна сама вигравірувала цю роботу на міді. Її батько також додав одну сторінку. Окрім висловлювань про смерть, вже наведених у розділі «Життя», важливим є також зміст тексту Анни, написаного німецьким куррентним шрифтом (друге зображення):
«Я ціную найбільше королівство свободи серця, яке не прив'язане ні до чого, крім свого походження, неба, яке не гнівить свого Творця, не ображає нікого, займається тільки добрими, похвальними справами і відразу ж протистоїть бажанням, коли вони хочуть десь зійти з правильного шляху. Таке серце – це постійне щастя, завжди радісне, і як би не складалися обставини у світі, воно завжди сповнене впевненості, пам'ятаючи, що все, навіть найнеприємніше, має служити йому на благо».

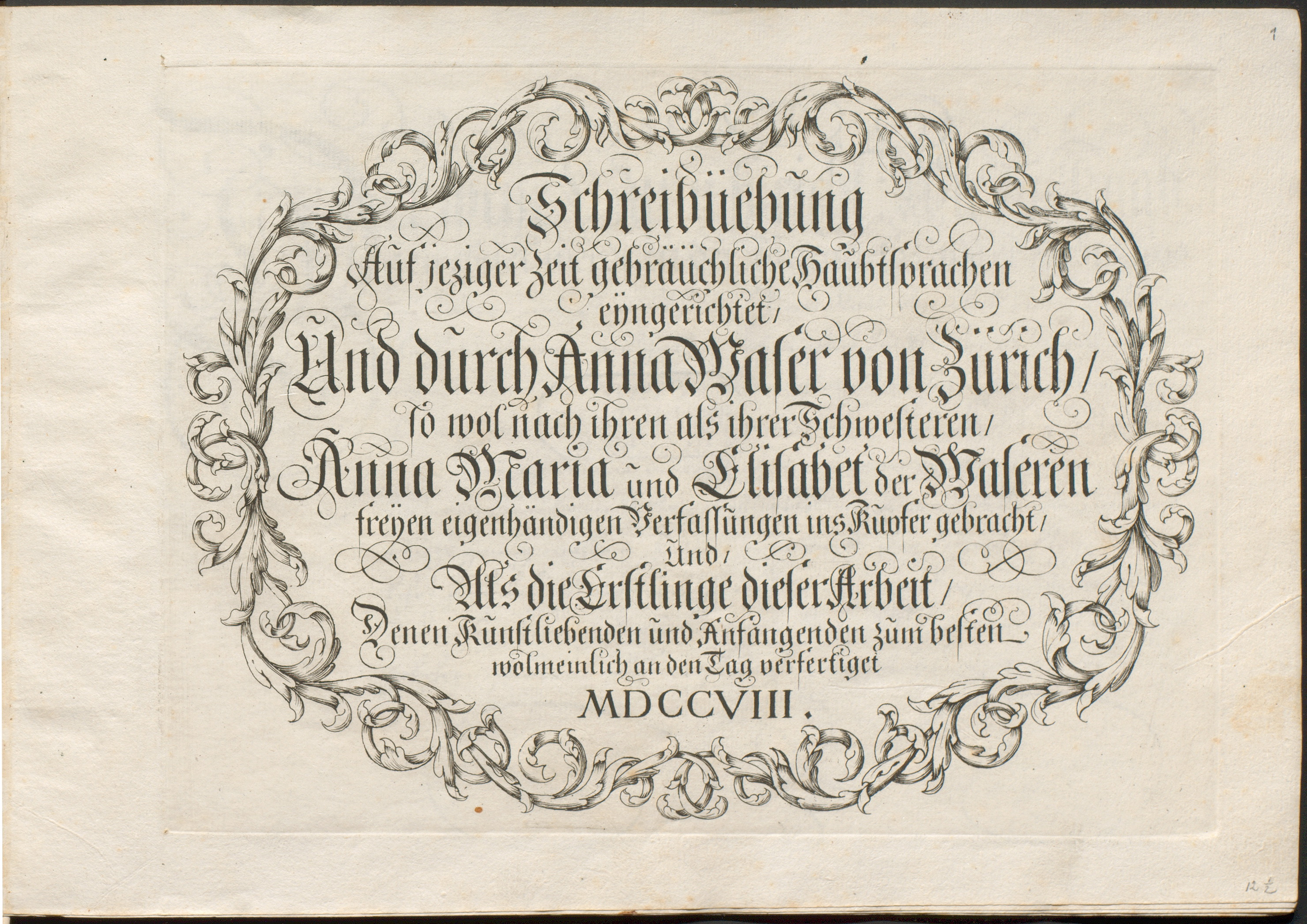
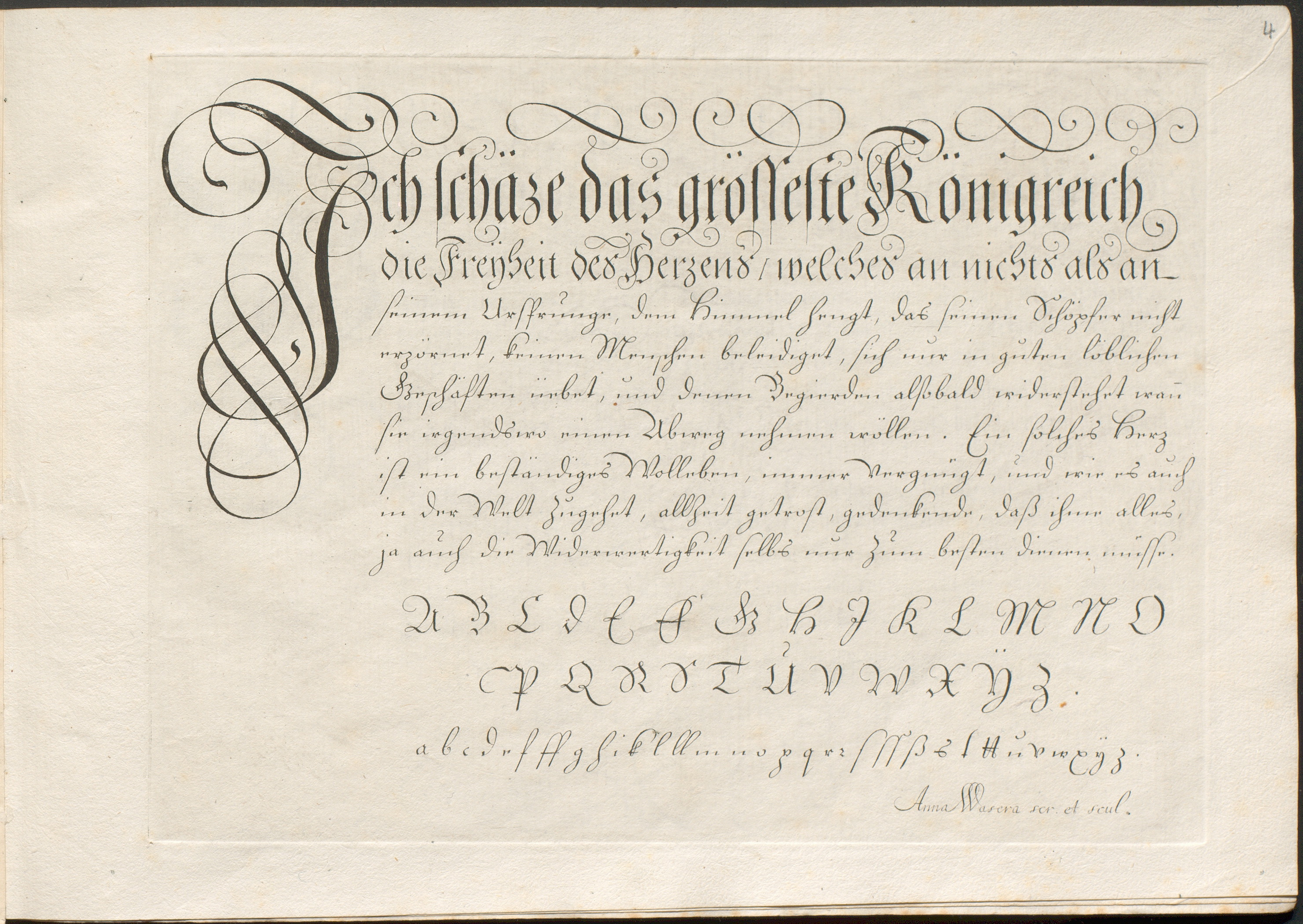
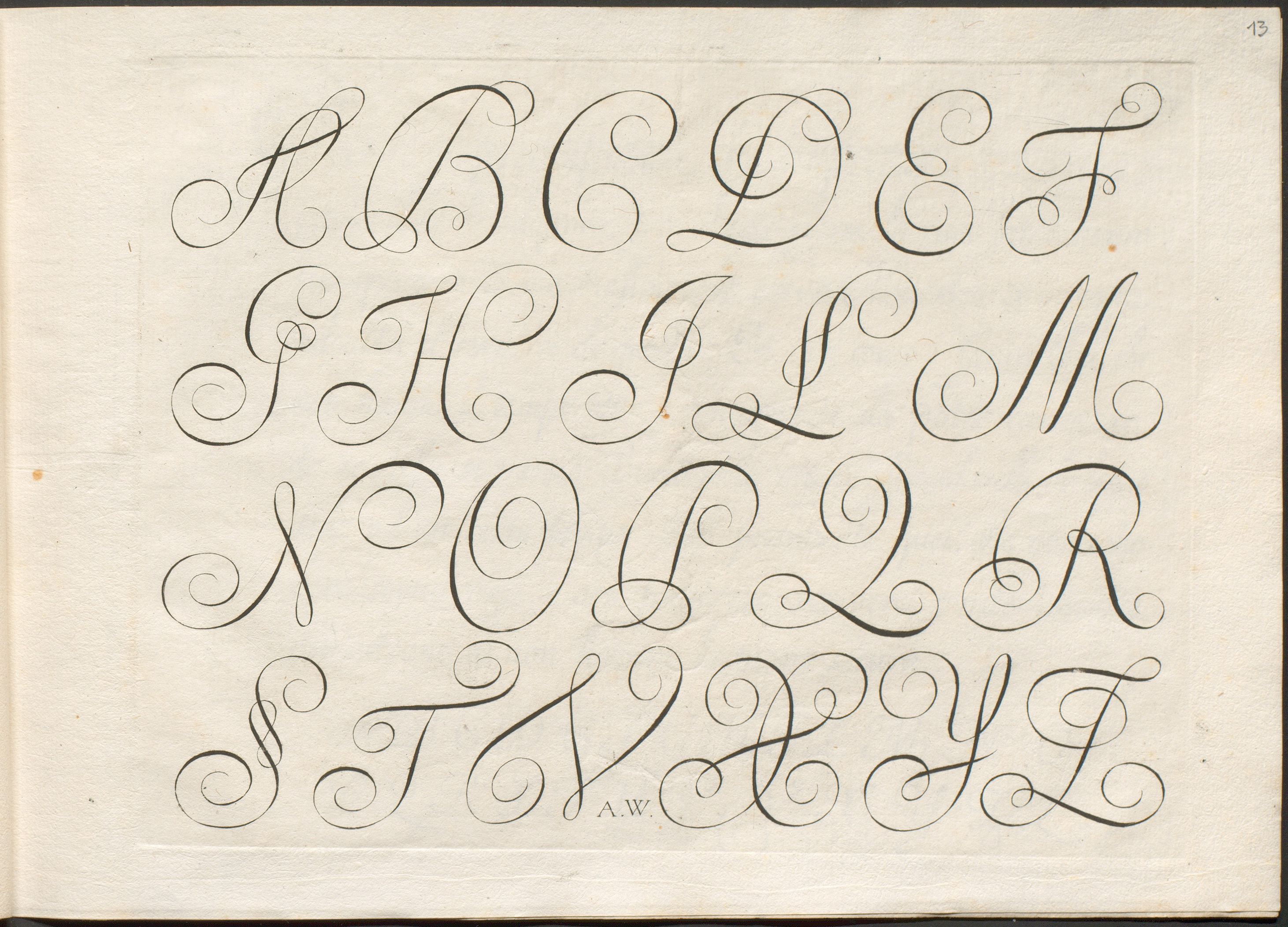
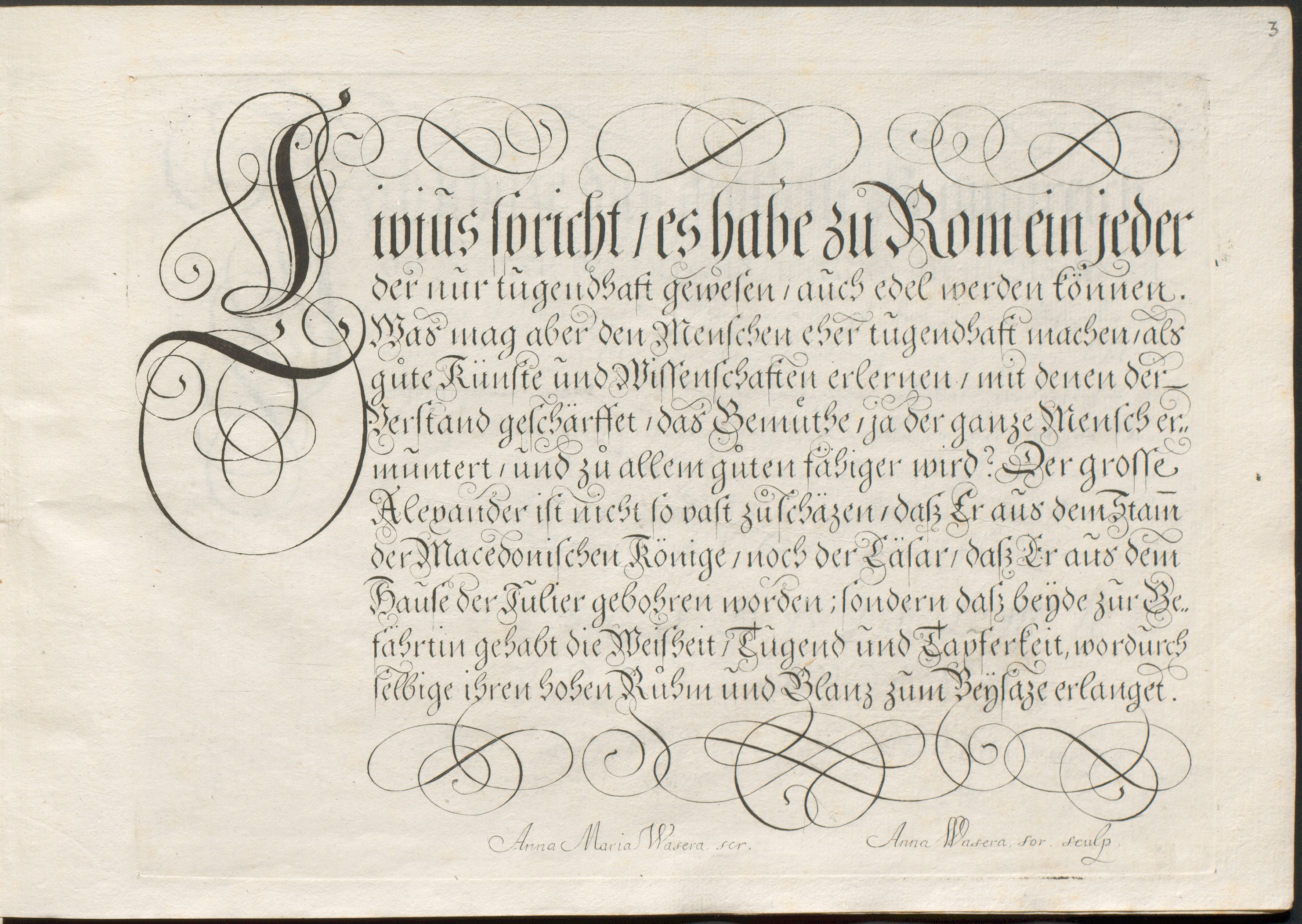

Текст на четвертому малюнку про цінність освіти надійшов від сестри Анни, Анни Марії.

## Брати і сестри

### Єлизавета, «майстерка письма»
Молодша сестра Анни, Єлизавета Вазер (*1683, Рюте — 3 грудня 1729, Цюрих), була відома як учителька письма та малювання. Вона навчала близько 600 дітей письму, малюванню та співу. Як і Анна, Єлизавета також залишилася неодруженою. Коли вона померла в 1729 році у віці 46 років, один з її двох братів під псевдонімом «Родріко» опублікував на її честь оду: «Похвала і скорбота через передчасну, але найблагословеннішу смерть діви Елизавети Вазерін, яку Бог наділив багатьма високими чеснотами і науками».

Внесок Єлизавети у працю «Писання» (1708)
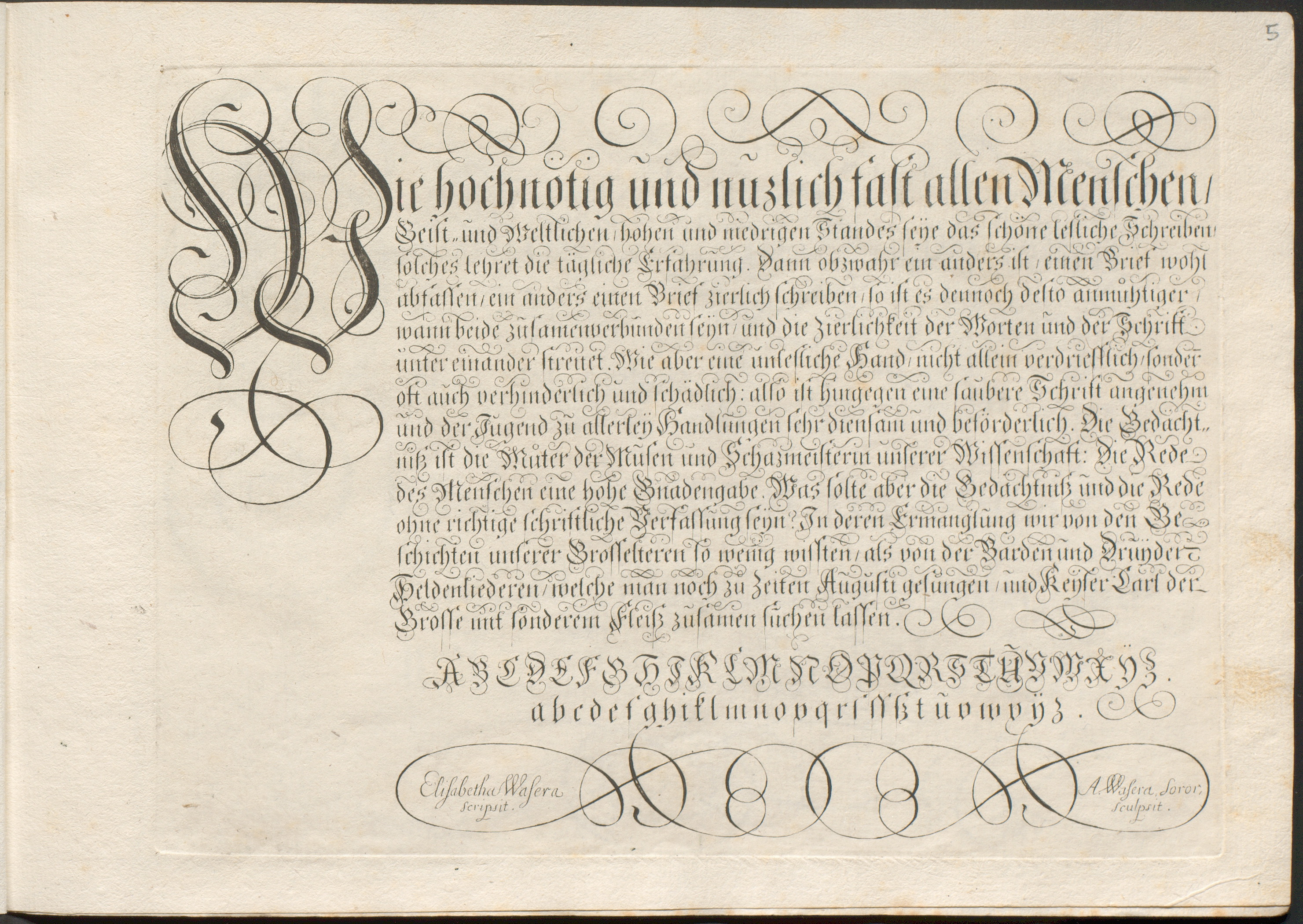
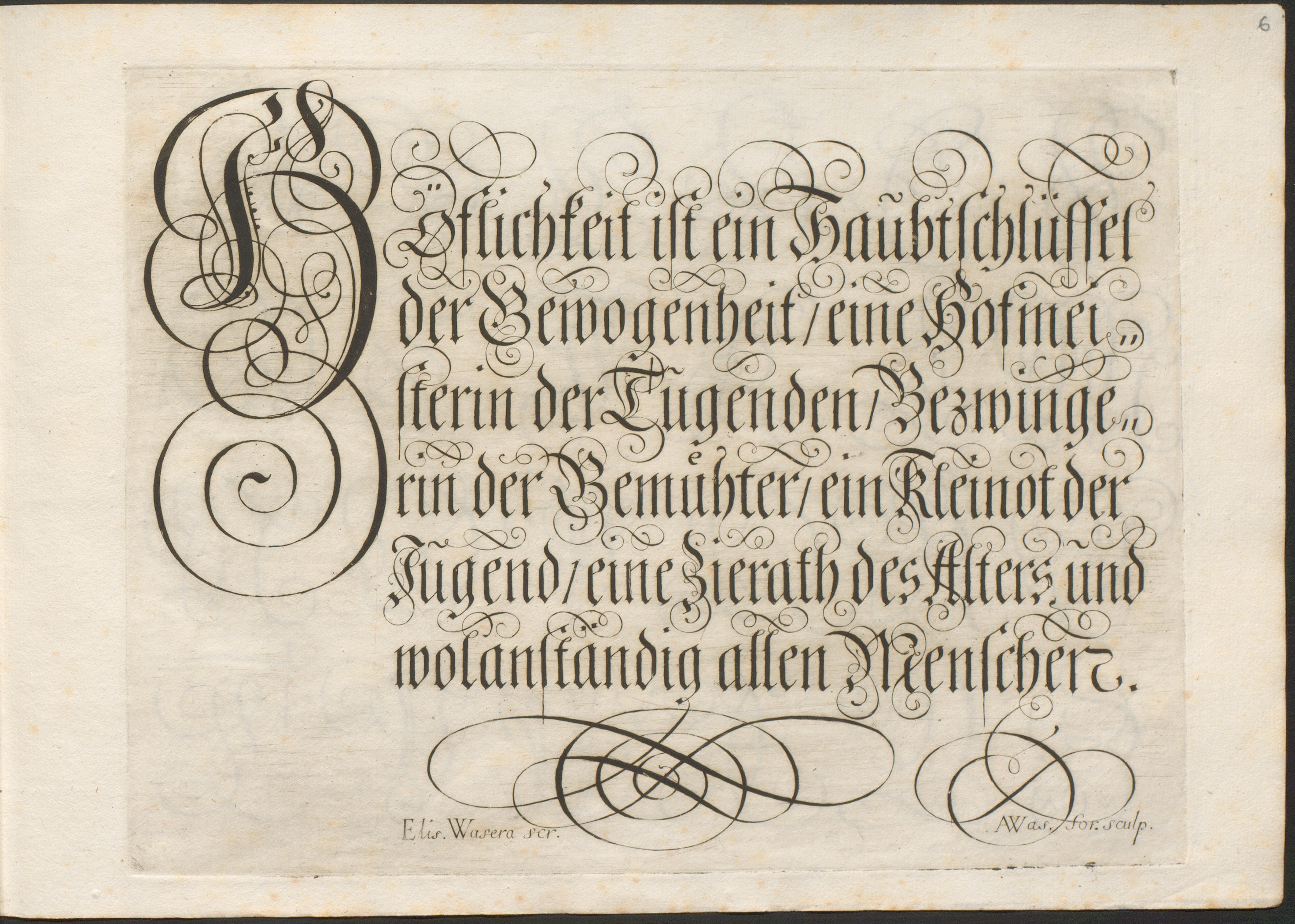
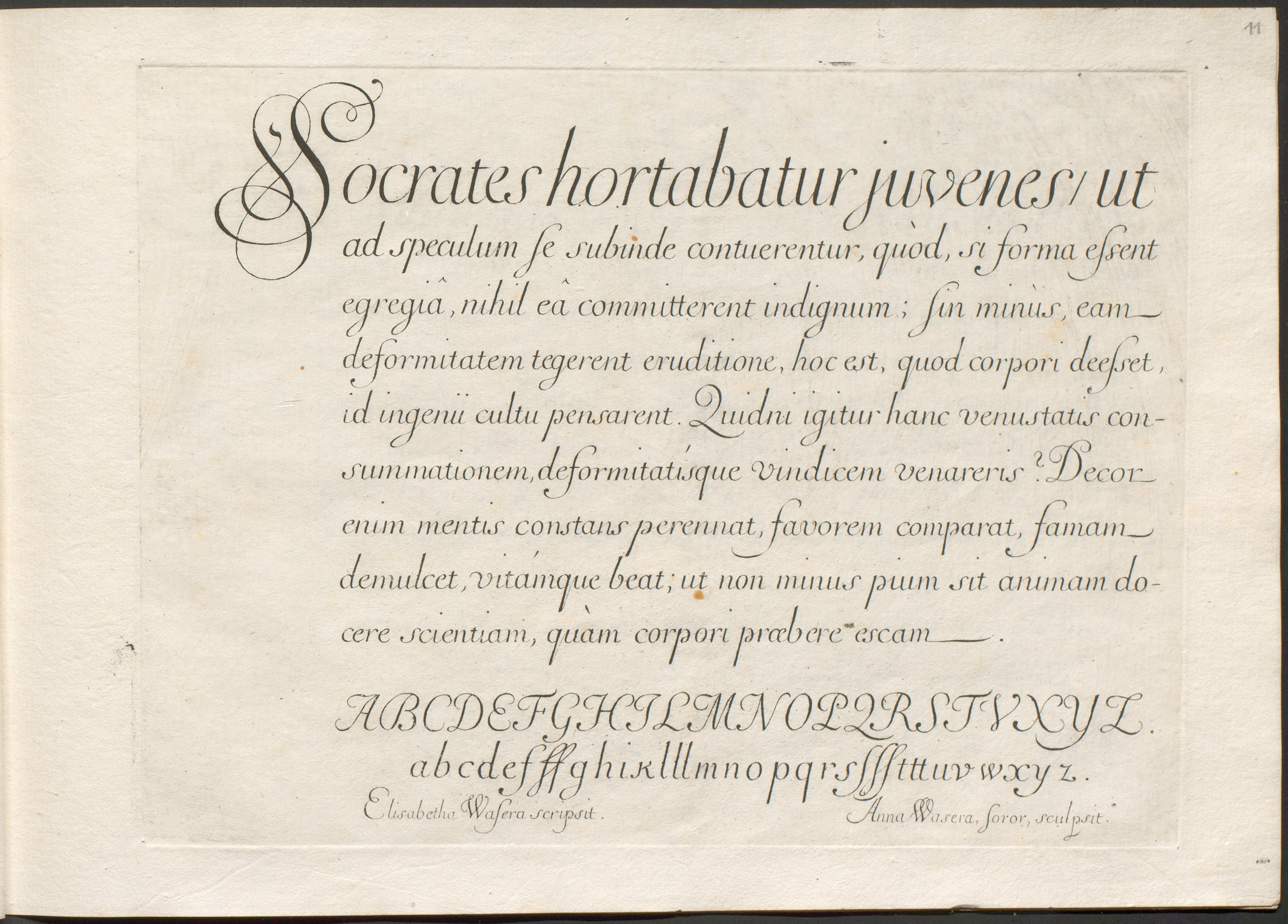

### Брати
Ганс Рудольф Вазер (*1675 — 31 жовтня 1745, Цоллікон) був пастором у Цолліконі з 1706 року до своєї смерті в 1745 році. У 1709 році він став першим мешканцем парафіяльного будинку Цоллікона в Гінтердорфі, сьогодні Альте Ландштрассе, 45. Він втратив усіх шістьох дітей від першого шлюбу, більшість з них від віспи. Його перша дружина, Анна, уроджена Тойхер, померла в 1724 році у віці 37 років. Його другою дружиною була Анна Барбара, уроджена Фюсслі, яка пережила його на три роки.
Іншим братом Анни був Генріх Вазер, пастор у Гомбрехтіконі.

## Роман про життя Анни Вазер
Історикиня і літературознавиця Марія Вазер, чий чоловік Отто Вазер був нащадком брата Анни, опублікувала в 1913 році роман «Історія Анни Вазер» (Die Geschichte der Anna Waser). Цей літературний твір підвищив популярність художниці, але також призвів до того, що пізніше вигадані авторкою деталі змішалися з мізерними історичними даними про життя Анни Вазер.

## Вшанування

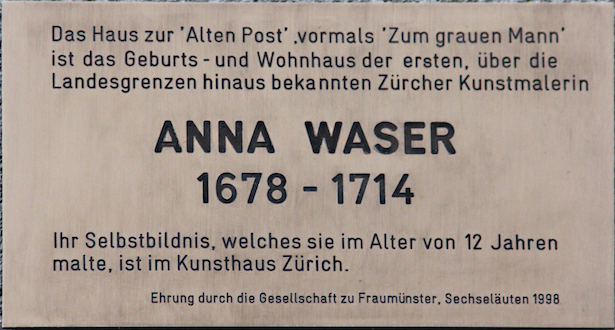
Меморіальна дошка на будинку «Zur Alten Post», Мюнстер алея 19 років у Цюриху

Анна Вазер була вшанована Товариством Фраумюнстер під час першої церемонії вшанування жінок на Зексельйотені у 1998 році. Меморіальна дошка на її честь розміщена на будинку Zur alten Post за адресою Münstergasse 19 у Цюриху, де вона провела більшу частину свого життя.

## Література

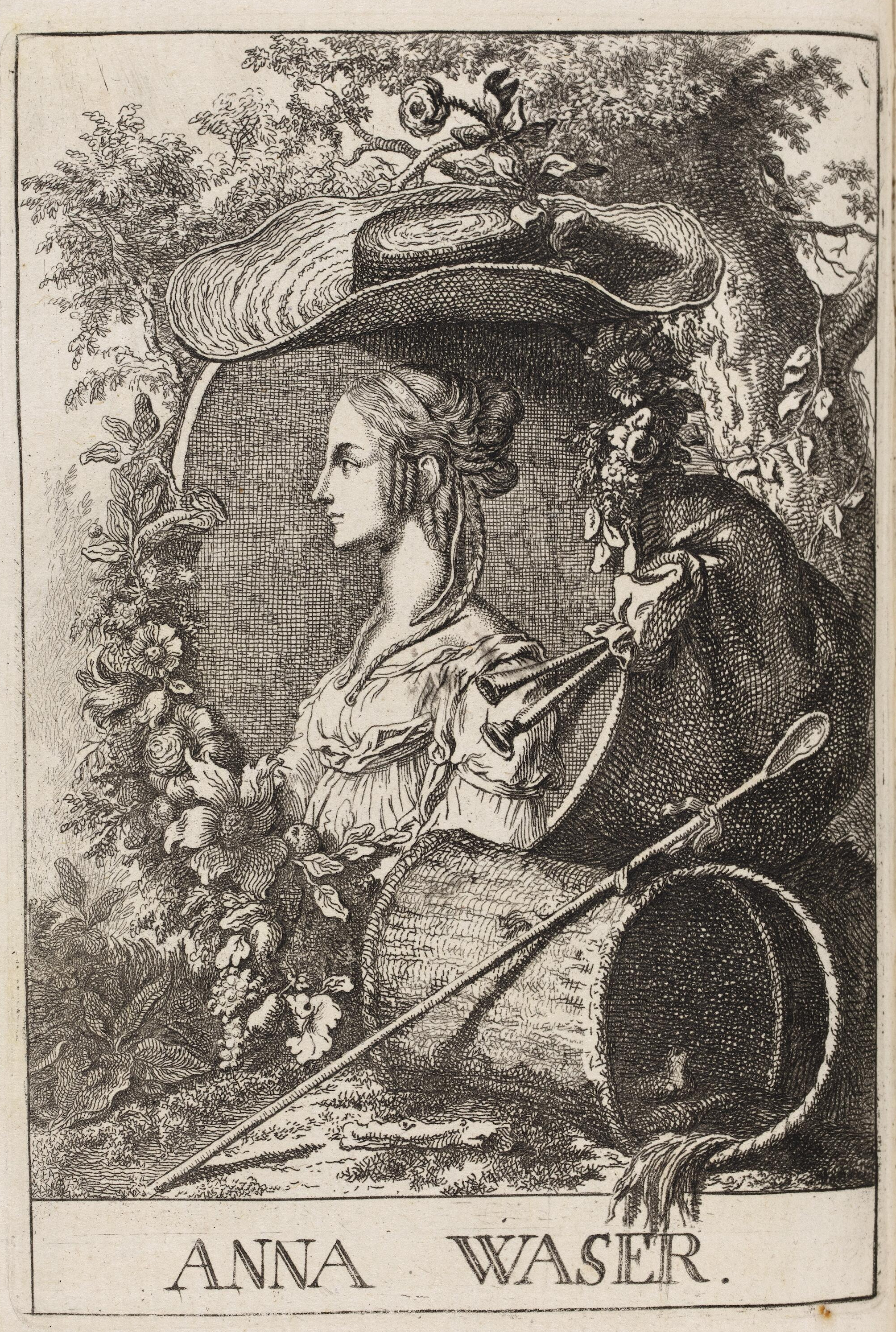
Й. К. Фюсслі, 1757 та 1770 рр.
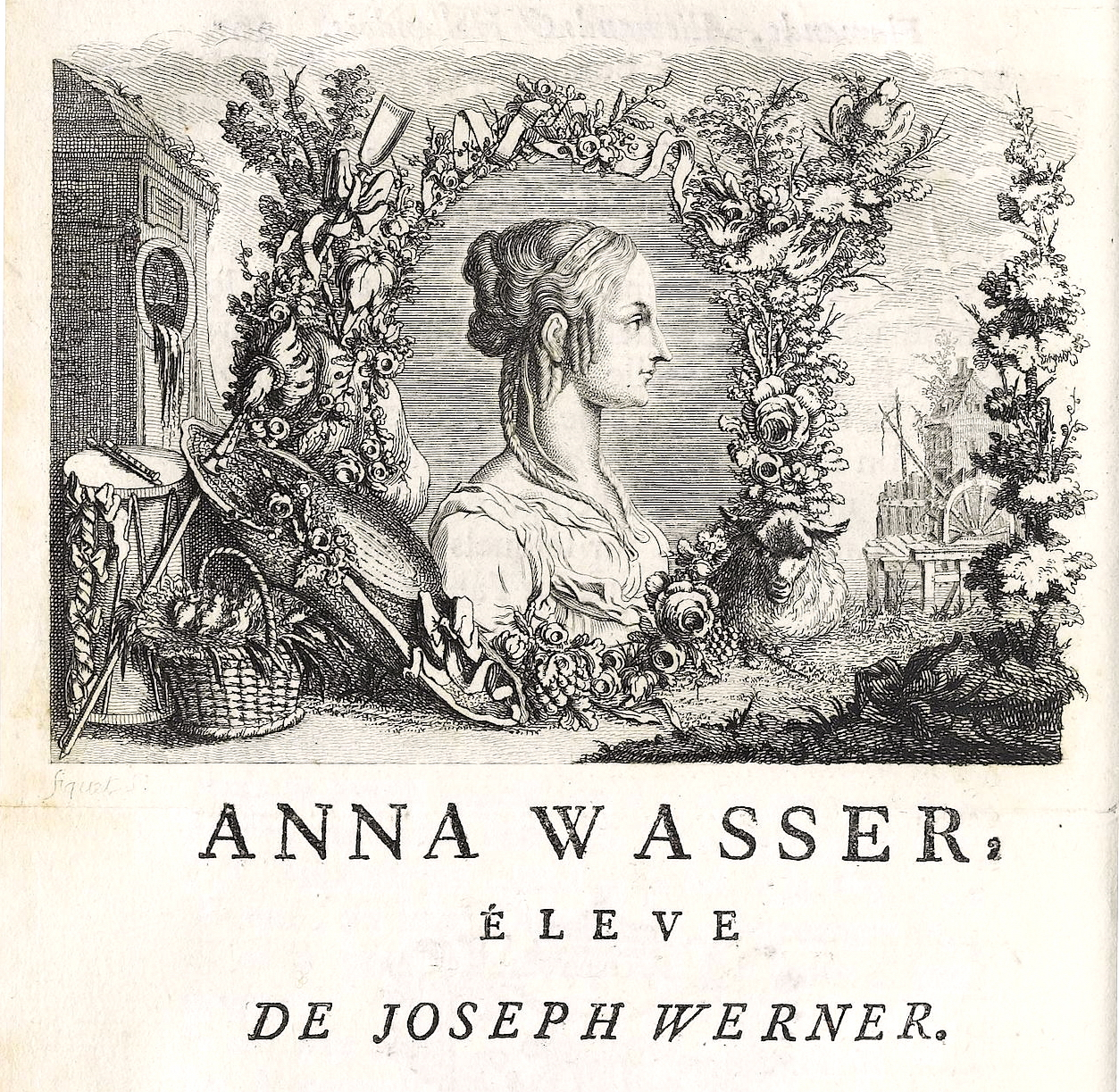
Ж.-Б. Декам, 1764

## Вебпосилання
- Ruth Greter: Anna Waser. In: Sikart (Stand: 2016, erstmals publiziert 1998).
- Анна Вазер німецькою, французькою та італійською //  Історичний словник Швейцарії.
- Michèle Seehafer: Waser und Merian — Zwei Künstlerinnen des Barock. In: Blog des Schweizerischen Nationalmuseums. 9. Januar 2023, abgerufen am 19. Februar 2024.
- Anna Waser. In: FemBio. Frauen-Biographieforschung (mit Literaturangaben und Zitaten).